# Morbid Tales
Morbid Tales ist eine EP der Schweizer Thrash-Metal-Band Celtic Frost aus dem Jahr 1984. Sie wurde in Europa von Noise Records als EP mit sechs Titeln veröffentlicht. Die von Metal Blade in den USA veröffentlichte Version wurde um zwei Titel ergänzt, um für den dortigen Markt eine für eine Langspielplatte übliche Spieldauer vorweisen zu können.

## Hintergrund
Nach dem Ende der vorigen Band Hellhammer und ihrer EP Apocalyptic Raids, die aus Sicht der Plattenfirma ein Misserfolg war, starteten einige der Mitglieder unter dem Namen Celtic Frost neu. Ihr Plattenlabel Noise Records räumte ihnen eine zweite und letzte Chance ein.
Die Musiker fuhren in einem geliehenen VW-Bus von der Schweiz nach Berlin. Mit sich führten sie ihre gesamten vorhandenen Instrumente und sämtliche Technik, weil das Caet Studio, wo die Band Hellhammer bereits Apocalyptic Raids aufgenommen hatte, sehr klein und mit billiger Technik ausgestattet war. In der Woche vom 8. bis zum 15. Oktober nahm die Band die Lieder auf und mixte sie. Die Plattenfirma mischte sich nach Meinung der Band zu sehr in die Aufnahmen ein, insbesondere das elektronische Stück Danse Macabre wäre nach ihrer Meinung nie auf das Album gelangt.
Schlagzeuger Stephen Priestly spielte zwar das Album ein, mochte aber eher die Musik von Boston oder Journey. Aus diesem Grund stand fest, dass er lediglich das Album einspielen aber kein festes Bandmitglied werden wird. Produzent Horst Müller steuerte zu Dethroned Emperor und Procreation (of the Wicked) den Hintergrundgesang bei. Er stellte auch den Kontakt zu Hertha Ohling für die weiblichen Gesangsteile und zu dem Violinisten Oswald Spengler her. Da keiner der Bandmitglieder zu dieser Zeit Noten schreiben konnte, mussten sie den Gastmusikern ihre Melodien vorsummen.

## Inhalte
Auf der ersten Veröffentlichung wurde das Intro noch nicht gesondert aufgeführt, erst auf späteren Wiederveröffentlichungen erschien es unter der Bezeichnung Human als erstes Stück. Die Idee dazu hatte die Band bereits früh entwickelt, sie wollten einen Schrei aufnehmen und ihn so oft wiederholen, dass er sich wie ein unmenschlich langgezogener Schrei anhört. Ursprünglich als Intro für ihre Liveauftritte gedacht, konnten sie die Idee erst im Studio unter Mithilfe von Produzent Horst Müller umsetzen.
Das erste Stück Into the Crypt of Rays handelt von Gilles de Rais. Bassist Stricker hatte ein Buch über dessen Verbindung zu Jeanne d’Arc gelesen. Gemeinsam mit Tom Fischer entwickelte er das Textkonzept, weil beide von der Geschichte fasziniert waren. Mit dem zweiten Stück Visions of Mortality wollte Fischer seine Meinung über die Menschen darstellen, die sich nach seiner Auffassung hinter ihrer Religion verstecken. Es war das letzte Stück, das noch zu Hellhammer-Zeiten geschrieben wurde und hatte ursprünglich einen völlig anderen Text.
In Return to the Eve verarbeitet Tom Fischer seine Jugend, die nach seinen Angaben die Hölle gewesen war. Er habe aufgrund einer psychischen Erkrankung seiner Mutter in unglaublichen Umständen leben müssen und sich nur durch Tagträume aufrecht halten können. In Nocturnal Fear und Morbid Tales verarbeitete die Band Einflüsse aus der babylonischen Mythologie und dem Cthulhu-Mythos von H. P. Lovecraft.

## Covergestaltung
Das in rot auf schwarz gehaltene Plattencover zeigt im oberen Bereich das Bandlogo. Darunter ist ein Heptagramm abgebildet, das auf der von Bassist Stricker für Apocalyptic Raids gezeichneten Version basiert. Ein befreundeter Schweizer Künstler hatte es für Morbid Tales überarbeitet. Grundlage für die Zeichnung war die okkulte Symbolik von Aleister Crowley. Im Zentrum des Heptagramms befindet sich ein Totenschädel als Symbol des Memento mori. Der Schädel wird von vier Schwertern gekreuzt, die ein aufrecht stehendes Pentagramm bilden sollen. Die Schwerter stehen für Furcht, Scheitern, Triumph und Sieg.

## Verbindung zum Satanismus
Sowohl Martin Stricker als auch Tom Fischer waren katholisch erzogen worden.
Zur Zeit der Entstehung des Albums hatte Bassist Stricker die Veröffentlichungen von Anton Szandor LaVey gelesen. Darüber kam die Band mit einer Grotte der Church of Satan in Verbindung. Allerdings stimmte Stricker nicht mit allem überein, was LaVey geschrieben hatte, teilweise hielt er dessen Theorien für lächerlich. Für die Musiker war Satanismus Ausdruck von Individualismus und Rebellion, aber sie sahen sich nicht als Satanisten.

## Rezeption
Die zeitgenössischen Rezensionen waren sehr gemischt. Das Kerrang! vergab einen von fünf möglichen Punkten („K“s) und schrieb „these are the guys who did Hellhammer, but it's the same shit“ („Das sind die Jungs, die bei Hellhammer spielten, aber es ist die gleiche Scheiße“). Insbesondere Fanzines hingegen feierten das Album enthusiastisch. Das Rock Hard bezeichnete die Band als „Europas härteste und extremste Band“ und vergab 8 von 10 Punkten.

## Musikalische Bedeutung
Die Musik von Celtic Frost wurde zur Zeit der Aufnahmen als Thrash Metal klassifiziert; stilistisch liegt sie zwischen Speed-/Thrash Metal, Punk und Doom Metal und ist noch nahe an späteren Hellhammer-Aufnahmen. Michael Moynihan schreibt in seinem Buch Lords of Chaos, dass die Band zwar „in ihren Texten mit dunkleren, okkulten Themen“ geflirtet habe, sie sich allerdings später nicht in Richtung Black Metal entwickelt hätte. Viele Musiker und Bands bezeichnen Morbid Tales als Quelle der persönlichen Inspiration, unter ihnen Voivod, Sepultura oder Opeth. Das Rock Hard führt die EP auf Platz 122 der 500 besten Rock- und Metal-Alben aller Zeiten, Redakteur Frank Albrecht bezeichnet sie als „stilprägende Scheibe, an der sich bis zum heutigen Tag zahlreiche Bands orientieren“. Metalion vom Slayer Magazine weist auf den leicht anderen, avantgardistischen Einfluss gegenüber Hellhammer auf Morbid Tales und die Bedeutung der Band für den späteren Black Metal der zweiten Welle hin. Die Seite invisibleoranges.com betont den Einfluss auf Crustcore, Doom-, Thrash- und Death Metal und die direkte Auswirkung auf den Stil von Bands wie Obituary und Alben wie Darkthrones Panzerfaust. Außerdem habe Morbid Tales langfristiger hörbar auf die Musik gewirkt als andere innovative Alben seiner Zeit wie Venoms Black Metal oder Diamond Heads Lightning to the Nations.

## Titelliste
1. Into the Crypts of Rays – 4:19
2. Visions of Mortality – 4:46
3. Dethroned Emperor[7] – 4:35
4. Morbid Tales[7] – 3:26
5. Procreation (of the Wicked) – 4:02
6. Return to the Eve – 4:05
7. Danse Macabre – 3:51
8. Nocturnal Fear – 3:35

## Spätere Veröffentlichungen
Noise veröffentlichte 1988 eine CD-Version der Mini-LP zusammen mit dem Nachfolger Emperor’s Return. Im Vergleich zur US-Version sind daher noch die beiden Lieder Suicidal Winds und Visual Aggression ergänzt. Auf dieser ersten CD-Veröffentlichung ist nur das Cover der Emperor’s Return zu sehen. Eine weitere, remasterte Version wurde 1999 ebenfalls von Noise in den USA veröffentlicht, wobei die Lieder von der Emperor’s Return zum ersten Mal im Original-Mix zu hören waren. Den deutschen Vertrieb übernahm Century Media Records.